# Armia Ebro (Hiszpania)
Armia „Ebro” (hiszp. Ejército del Ebro) – hiszpańska armia z okresu wojny domowej.
Armia sformowana została w kwietniu 1938 roku, jednak oficjalnie pod nazwą Armia Ebro występowała od 23 maja. Powstała na bazie Piątego Pułku (który raczej pułkiem nie był, lecz jednostką mobilizacyjną) i stała się jednostką elitarną wojsk republikańskich. Brała udział w bitwie nad Ebro. Umocniona w górzystym terenie wytrzymała siedem ofensyw wojsk frankistowskich. Ostatecznie zmuszona została do wycofania w kierunku Francji. W dniach 5–10 lutego 1939 roku żołnierze Armii Ebro przekroczyli granicę hiszpańsko-francuską i zostali internowani w obozach we Francji.

## Dowództwo armii
Dowódca:
- płk Juan Modesto[4]

Komisarz polityczny:
- Luis Delage

Szef sztabu:
- płk Sánchez Rodrigez

## Struktura organizacyjna
- V Korpus Armijny, dowódca: ppłk Líster Forján[4]
  - 11 Dywizja (1 Brygada, 9 Brygada i 100 Brygada)
  - 45 Dywizja (XII Brygada Międzynarodowa, XIV Brygada Międzynarodowa i CXXIX Brygada Międzynarodowa)
  - 46 Dywizja (10 Brygada, 37 Brygada i 101 Brygada)

- XII Korpus Armijny, dowódca: mjr Etelvino Vega[5]
  - 16 Dywizja (23 Brygada, 24 Brygada i 149 Brygada)
  - 44 Dywizja (143 Brygada, 144 Brygada i 145 Brygada)

- XV Korpus Armijny, dowódca: ppłk Manuel Tagüeña[6]
  - 3 Dywizja (31 Brygada, 33 Brygada i 60 Brygada)
  - 35 Dywizja (XI Brygada Międzynarodowa, XIII Brygada Międzynarodowa i XV Brygada Międzynarodowa)
  - 42 Dywizja (143 Brygada, 144 Brygada i 145 Brygada)
- 2 Brygada Kawalerii